# Solinus pusillus
Espèce
Solinus pusillus est une espèce de pseudoscorpions de la famille des Garypinidae.

## Distribution
Cette espèce est endémique de Nouvelle-Guinée orientale en Papouasie-Nouvelle-Guinée.

## Description
La femelle holotype mesure 1,3 mm.

## Publication originale
- Beier, 1971 : Pseudoskorpione unter Araucarien-Rinde in Neu-Guinea. Annalen des Naturhistorischen Museums in Wien, vol. 75, p. 367-373 (texte intégral).